# Thérée
Ne doit pas être confondu avec Térée ou (32532) Thérée.
Thérée (grec ancien Θηρεύς) est un centaure de la mythologie grecque. Il donne son nom notamment à l'astéroïde (32532) Thérée.
Le centaure Thérée a été tué, en même temps que d'autres centaures (Argée, Eurytion, Homade et quelques autres), par Hercule lors de sa chasse du sanglier d'Érymanthe.
Le centaure Thérée ne doit pas être confondu avec Térée, roi de Thrace, fils d'Arès, dont le nom est parfois écrit Thérée.

## Sources antiques
- Pseudo-Apollodore, II, 5, 4 [2].
- Euripide, Hercule furieux, 364, 367.
- Diodore de Sicile, IV, 12.
- Quintus de Smyrne, VI, 273, 282 ; VII, 109, 112.
- Scholie à Théocrite, VII, 149.

Parmi ces sources qui rapportent le combat d'Hercule contre les Centaures, seules certaines, comme Diodore de Sicile, mentionnent explicitement Thérée.